# Bataille de La Paz (1863)
Pour les articles homonymes, voir Bataille de La Paz.
Guerre de Sécession
Batailles
Combats dans l'Arizona confédéré
- Mesilla (1re)
- Tubac
- Cooke's Canyon
- Florida Mountains
- Gallinas Mountains
- Placito
- Pinos Altos
- Canada Alamosa
- Valverde
- Stanwix Station
- Picacho Pass
- Dragoon Springs (1re)
- Dragoon Springs (2e)
- Tucson
- Mesilla (2e)
- Apache Pass
- La Paz

La bataille de La Paz, ou incident de La Paz, s'est déroulée le 20 mai 1863 dans la ville minière de La Paz (en), en Arizona, et est l'affrontement armé le plus occidental de l'armée de la guerre de Sécession. William "Frog" Edwards, récemment libéré de sa détention à fort Yuma, tend une embuscade à un groupe de soldats de l'Union non armés lorsqu'ils s'arrêtent à La Paz pour acheter des fournitures. L'attaque d'Edwards tue un soldat instantanément et laisse un autre mortellement blessé. Edwards prend ensuite la fuite dans le désert, où il meurt de froid et de déshydratation.

## Incident
Après la mise en place par les confédérés de leur propre territoire de l'Arizona à Mesilla, Nouveau-Mexique, en février 1862, l'Union envoie la colonne de Californie vers l'ouest pour renforcer l'armée de l'Union engagée dans la campagne du Nouveau-Mexique. La cavalerie confédérée occupe brièvement Tucson à partir du 28 février jusqu'au début de mai 1862, mais se retire peu après l'escarmouche de Picacho Peak (en). L'année suivante, le général James H. Carleton arrête plusieurs sécessionnistes californiens en partance pour le Texas, et les détient dans le fort Yuma ; William "Frog" Edwards est l'un de ces détenus. La Paz est l'un des villages miniers qui sont établis le long du fleuve Colorado. Il est situé le long d'une importante route d'approvisionnement de l'armée qui est en usage depuis la guerre de Yuma (en). L'armée utilise le fleuve Colorado pour l'approvisionnement des garnisons de l'Arizona. Dans la soirée du 20 mai 1863, le bateau à vapeur Cocopah du fleuve Colorado arrive à La Paz, en route vers le fort Mohave. Un petit groupe de soldats, sous le commandement du lieutenant James A. Hale du 4th California Infantry (en) débarque pour acheter des fournitures dans le magasin de Cohn.
William "Frog" Edwards se tient tapi dans l'ombre, récemment libéré de la prison de fort Yuma. Alors que les soldats s'approchent de la boutique, Edwards ouvre le feu avec son revolver. Le soldat Ferdinand Behn est tué sur le coup, le soldat Truston Wentworth est mortellement blessé et meurt le lendemain, le soldat Thomas Gainor est gravement blessé, mais récupère. Un passant est également frappé et subit une grave blessure. Le lieutenant Hale inspecte immédiatement la ville, avec ses hommes, mais ne trouve pas Edwards. Le lieutenant Hale de retour au fort Yuma à bord du Cocopah avec ses morts et de blessés le lendemain. En réponse à l'attaque d'Edwards, une troupe de quarante hommes est déployée pour le traquer. Edwards est retrouvé plusieurs jours plus tard, dans le désert, où il serait mort de froid et de déshydratation.